# 佐々木定賢
佐々木 定賢（ささき さだかた）は、江戸時代前期から中期にかけての武士。加賀藩士。佐々木左近大夫家3代当主。1000石を有した。

## 生涯
承応3年（1654年）、佐々木定之の子として金沢で誕生。寛文6年（1666年）、父の死去に伴い家督を継承する。元禄3年（1690年）に歩兵長、同16年（1703年）に騎兵長。
宝永5年（1708年）には『佐々木氏系譜序例』を著し、六角義治の嫡流である自分こそが佐々木氏の嫡流であると主張した。『寛永諸家系図伝』編纂時に、同族の旗本佐々木高重が自らを佐々木氏（六角氏）嫡流であるとした系図を提出したことを不当とし、抗議したが容れられず誤りが続いているとしている。また「佐々木氏偽宗弁」を付し、六角氏嫡流を称していた沢田源内を、全くの偽系譜（六角氏本家は義実－義秀－義郷（沢田源内）とする）で世間を欺いていると非難した。これらは『系図綜覧』に収録されている。
高重は、家譜で義治の跡を義治の弟・義定が継いだとし、更に義定の跡は次男の高和が継承したとしていた。高和の子が高重である。『寛永系図』にはこの系譜が採取された。ただしこの家は高重の子・求馬定賢が延宝9年（1681年）に早世し無嗣断絶となった。なお『寛永系図』の続編（改修版）・『寛政重修諸家譜』では佐々木庶流となっている。
一方、定賢の先祖は義治の養子・定治である。定治は義定の長男・高賢と、義治の娘との間に生まれた子で、外祖父・義治の養子となったと主張した。
なお、平成29年（2017年）になって六角義賢（義治の父）の墓所がある酬恩庵から発見された文書により、定治が六角氏の後継者として実際に義賢・義治父子の供養に関わっていたことを裏付けられ、定賢の主張を事実とする説が有力視されるようになった。
跡は子・定明が継いだ。孫の定国の代に加増されて2100石となった。